# Jerovam

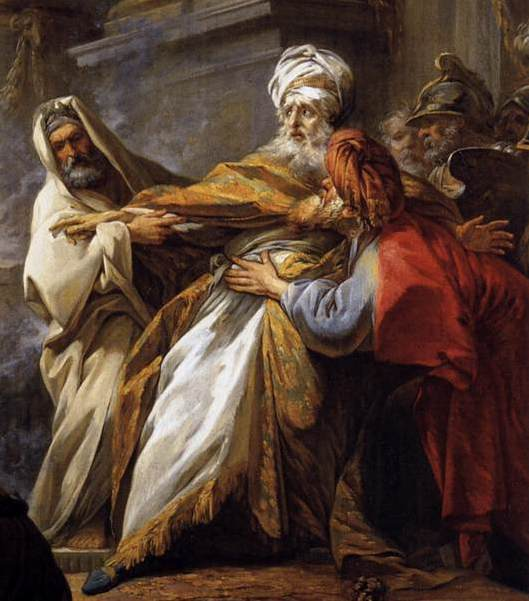
Kung Jerovam.

Jerovam, även Jerobeam eller Jerobeam I, var enligt Bibeln kung av Israel.
Jerovam var en av kung Salomos skyddslingar men gjorde uppror mot honom. Enligt Första Konungaboken 11 fick han en tid asyl i Egypten hos farao Sheshonk I. Han återvände efter Salomos död och valdes till kung i nordriket. Endast Juda valde Salomos son Rehabeam till kung, så att riket delades. Jerovam efterträddes av sin son Nadav.
Jerobeam II var en annan kung i Israel som levde cirka 150 år efter Jerobeam I.